# Kalendarium historii Budapesztu
Kalendarium historii Budapesztu przedstawia najważniejsze wydarzenia ułożone w sposób chronologiczny.
- I w. ne. – Rzymianie podbili teren Panonii i założyli na terenach dzisiejszej dzielnicy Óbuda obóz legionów Aquincum. W późniejszym okresie przekształcił się on w kolonię[1].

.
- ok. 294 – budowa Contra-Aquincum w miejscu dzisiejszego Pesztu[2][3].
- początek V w. – Hunowie pod wodzą Attyli zdobyli Aquincum – koniec rzymskiego panowania na tych terenach.
- 1242 – wojska mongolskie złupiły Budę i Peszt.
- 1244 – król Bela IV nadał Budzie status wolnego miasta, a Pesztowi przywileje królewskie.
- 1247–1265 – powstał pierwszy zamek królewski w Budzie.
- 1309 – pierwsza koronacja królewska w Budzie – Karola Roberta Andegaweńskiego.
- 1395 – założenie Uniwersytetu w Óbudzie[4].
- 1468 – status wolnego miasta dla Pesztu.
- 1526 – pierwsze zajęcie miast przez Turków;
- 1541 – ponowne zajęcie miast przez wojska tureckie – początek kilkusetletniej okupacji. Okres upadku miasta.
- 1686 – zdobycie miast przez wojska chrześcijańskie. Rządy w Budzie i Peszcie obejmują Habsburgowie.
- 1749 – za czasów panowania Marii Teresy rozpoczęły się prace rekonstrukcyjne na zamku królewskim – przebudowa w stylu barokowym.
- 1802 – założenie Muzeum Narodowego przez hrabiego Széchenyiego.
- 1842 – rozpoczęcie budowy Mostu Łańcuchowego.
- 1848 – Wiosna Ludów na Węgrzech – powstanie przeciwko Habsburgom zostało stłumione – na górze Gellérta Austriacy zbudowali cytadelę, która trzymała w szachu całą okolicę.
- 1867 – koronacja Franciszka Józefa I i jego żony Elżbiety na monarchów węgierskich w kościele Macieja w Budzie jako efekt powstania Austro-Węgier.

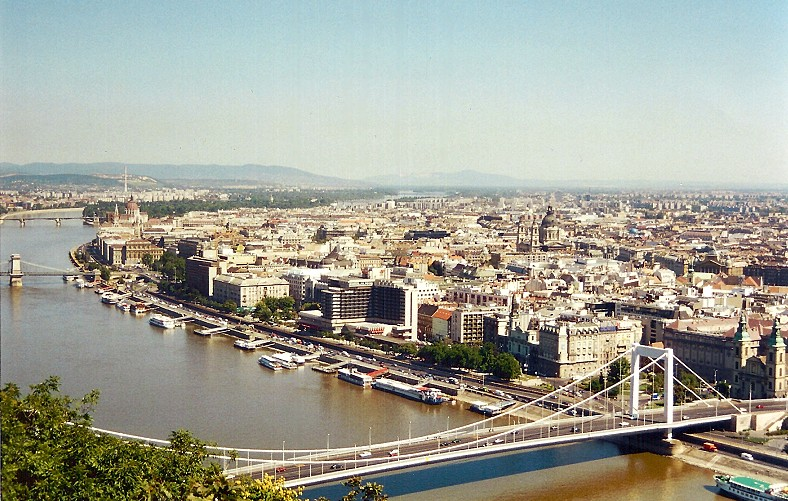
Budapeszt – panorama miasta

- 1873 – Óbuda, Buda i Peszt połączone zostały w jedno miasto – Budapeszt.
- 1885–1904 – budowa gmachu parlamentu.
- 1896 – uroczyste obchody 1000-lecia przybycia plemion węgierskich nad Dunaj. Wystawa Milenijna w mieście – powstało wiele reprezentacyjnych budynków oraz linia metra (najstarsza, po londyńskiej, w Europie).
- 1905 - konsekracja Bazyliki św. Stefana
- 1906 – rozpoczęło działalność Muzeum Sztuk Pięknych.
- 1944 – wojska niemieckie zajęły miasto (regent Horthy usiłował zawrzeć z aliantami pokój). Krótkie i krwawe rządy węgierskich faszystów. W wyniku walk z Armią Czerwoną miasto zostało zamienione w gruzy.
- 1956 – powstanie w Budapeszcie przeciwko interweniującym wojskom sowieckim. Tysiące ofiar.
- 1972 – otwarcie drugiej linii metra.